# George Alan Vasey
George Alan Vasey (29. března 1895 Victoria Austrálie - 5. března 1945 Cairns Austrálie) byl australský armádní důstojník.
V roce 1915 vystudoval Royal Military College v Duntroonu a sloužil na západní frontě s Australian Imperial Force, za což byl oceněn řádem za vynikající službu. Dalších 20 let zůstal v hodnosti majora, sloužící na štábu austrálské a indické armády.
Krátce po vypuknutí druhé světové války v září 1939, byl jmenován do štábu 6. divize. V březnu 1941 převzal velení 19. pěší brigády, kterou vedl v bitvě o Řecko a v bitvě o Krétu. Po návratu do Austrálie v roce 1942 byl povýšen na zástupce náčelníka generálního štábu. V září 1942 převzal velení 7. divize s niž bojoval proti Japoncům na Nové Guineji. V polovině roku 1944 se jeho zdraví natolik zhoršilo, že byl evakuován do Austrálie. Na začátku roku 1945 se zotavil dostatečně, aby byl jmenován do funkce velitele 6. divize. Zemřel po letecké havárii blízko Cairns v roce 1945. Po objevení jeho těla v troskách letadla byl pohřben se všemi vojenskými poctami na hřbitově v Cairn.